# Medienfassade

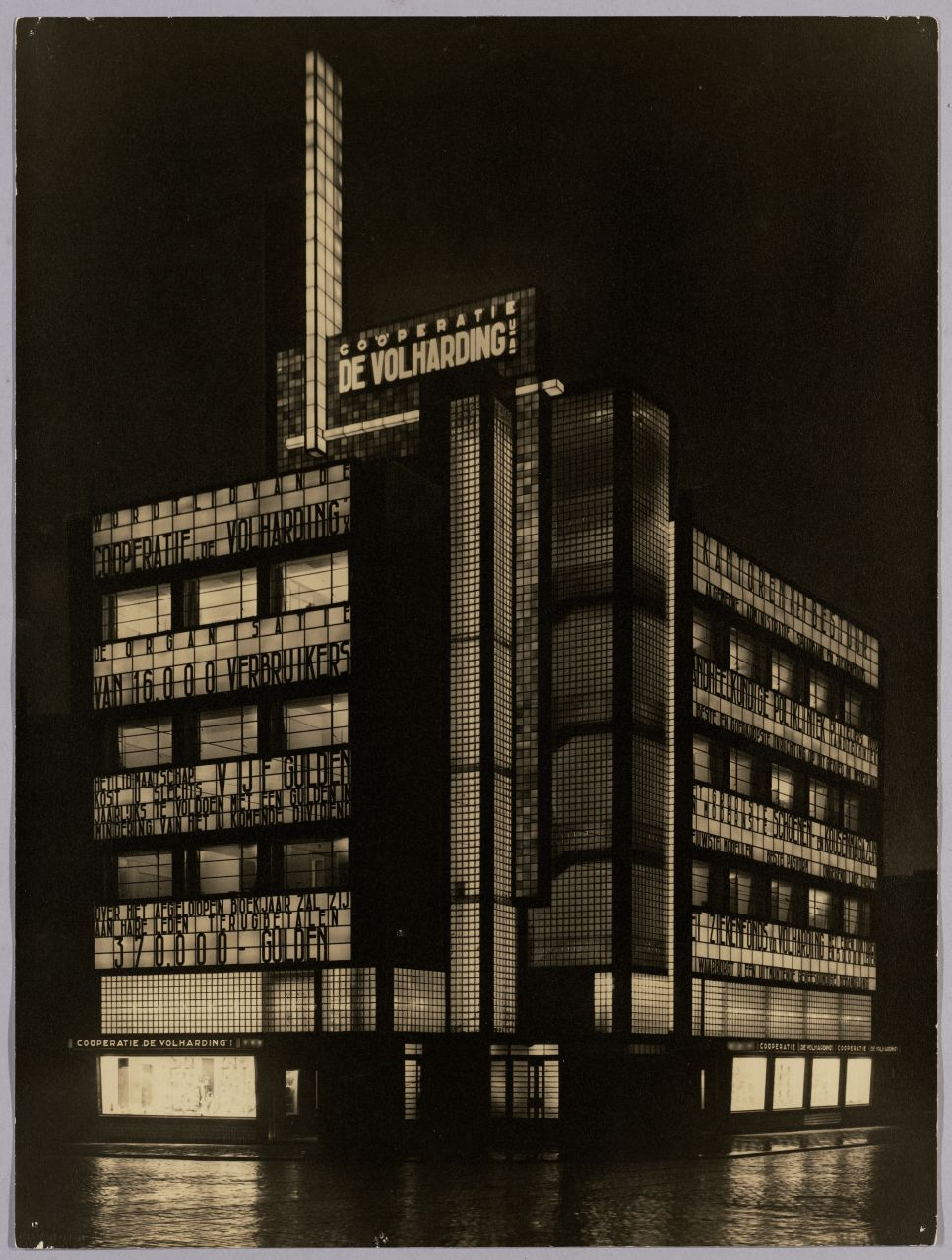
Coöperatie De Volharding (1930)

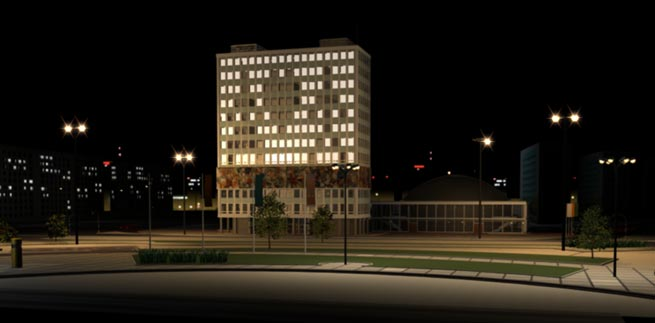
Blinkenlights am Haus des Lehrers (2001)

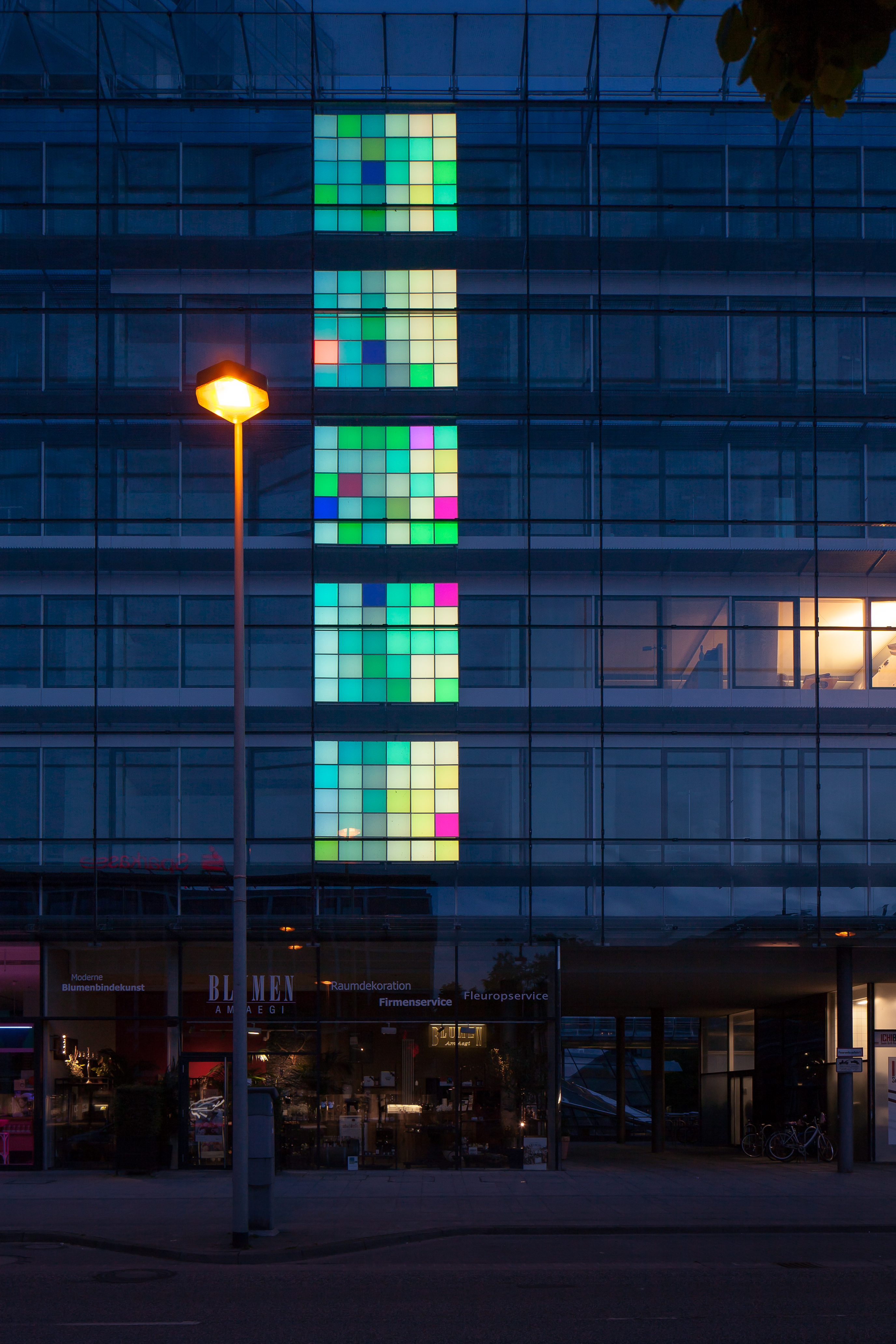
Pixelwand Nord-LB Hannover (2002)

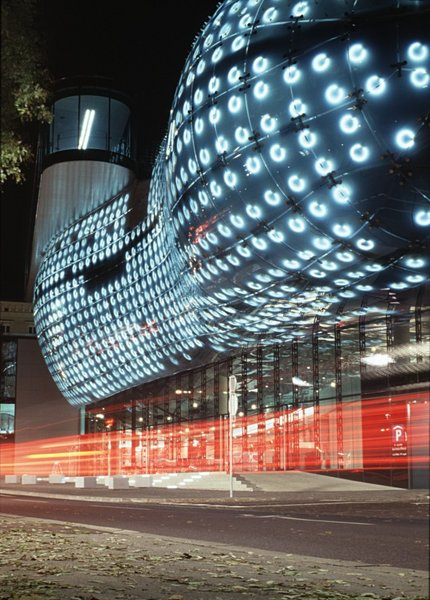
Kunsthaus Graz (2003)

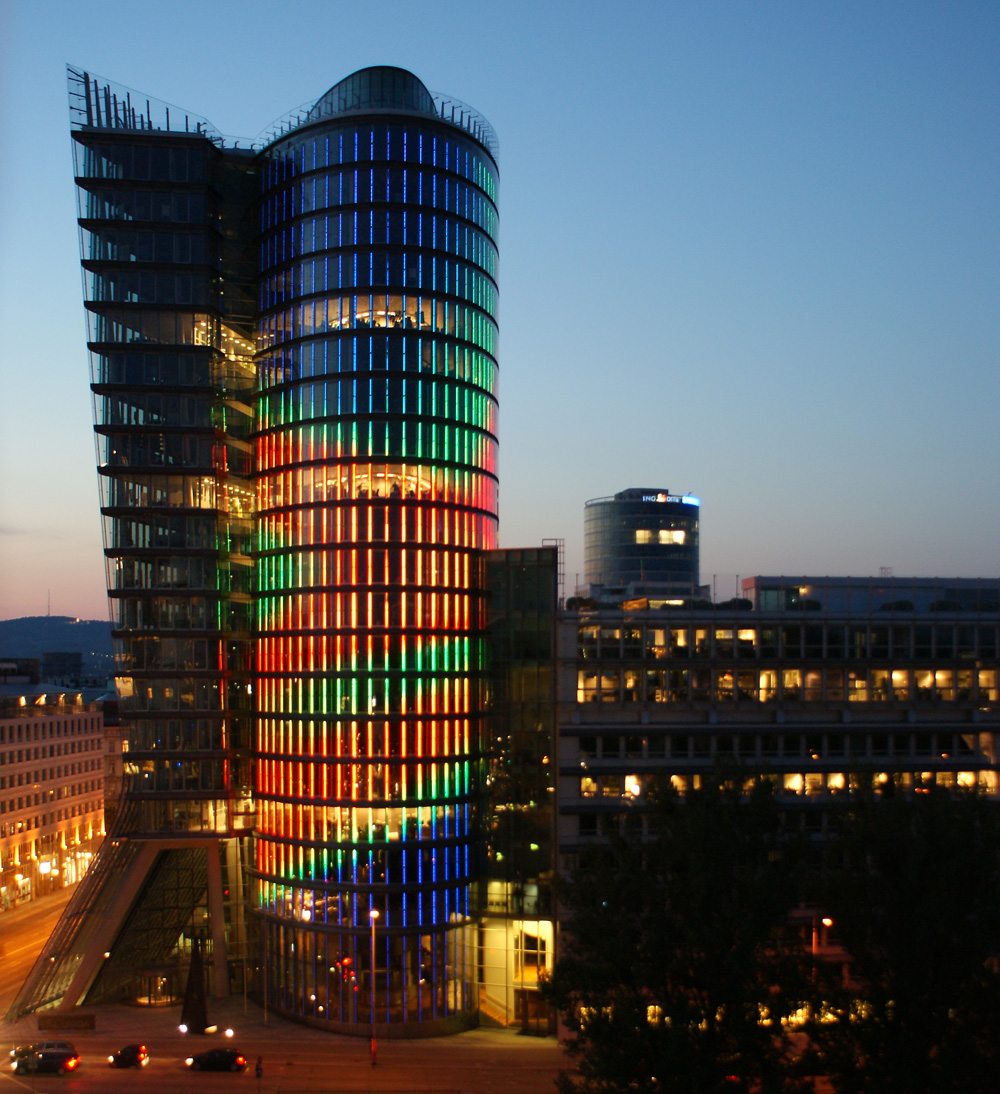
UNIQA Tower (2005)

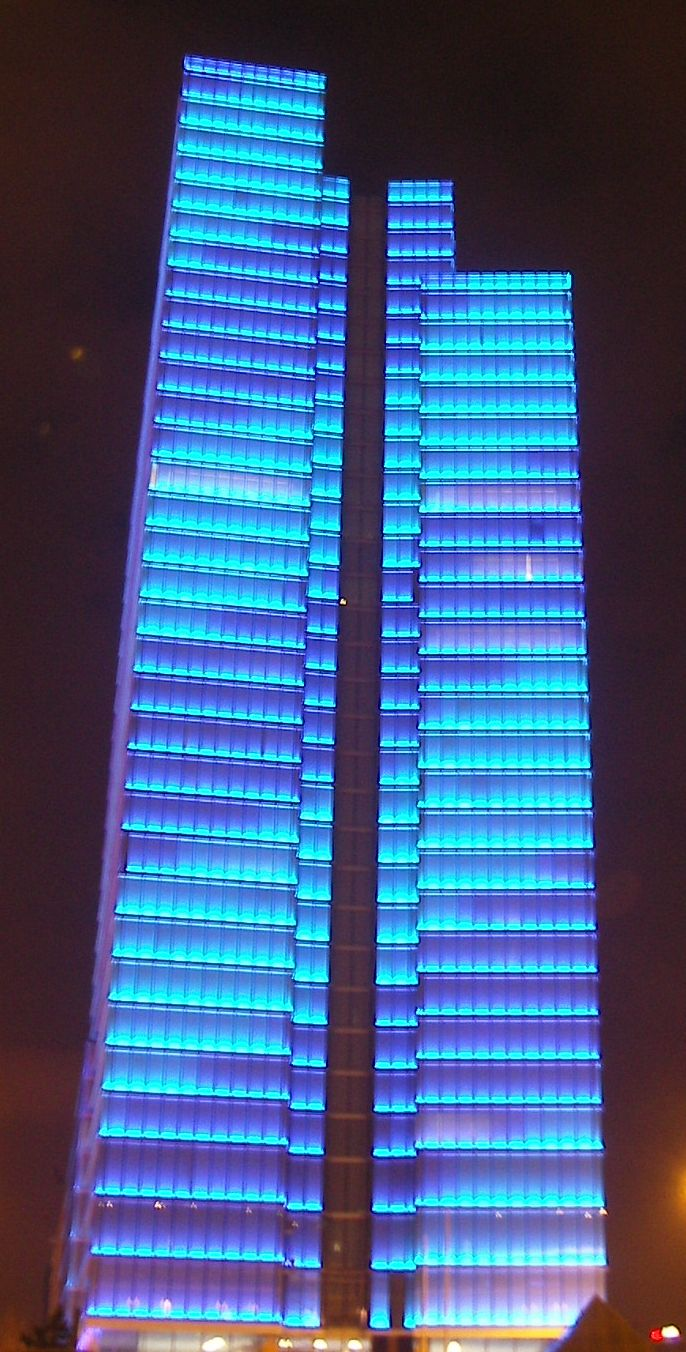
Dexia Tower (2006)

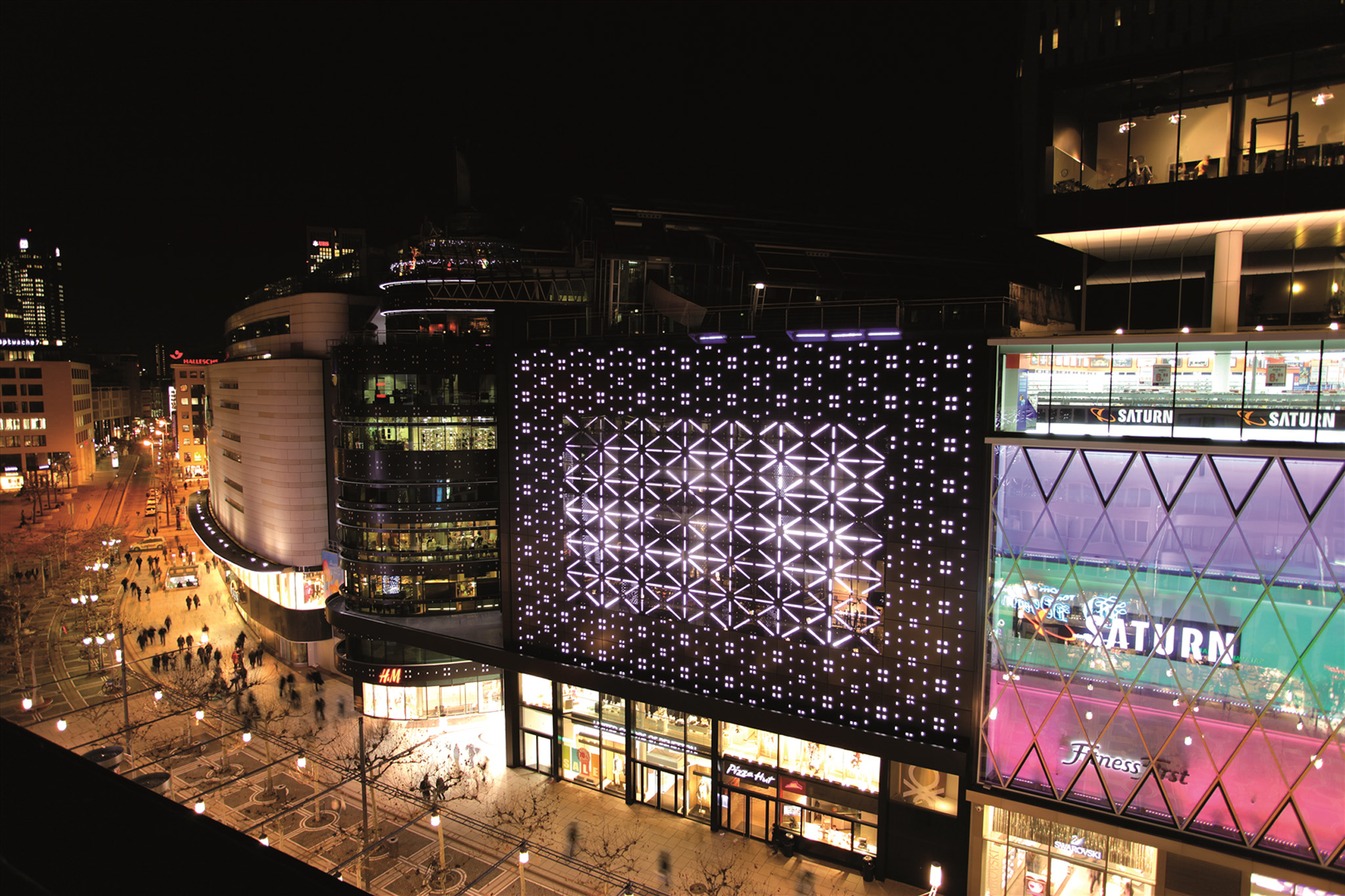
Zeilgalerie (2011)

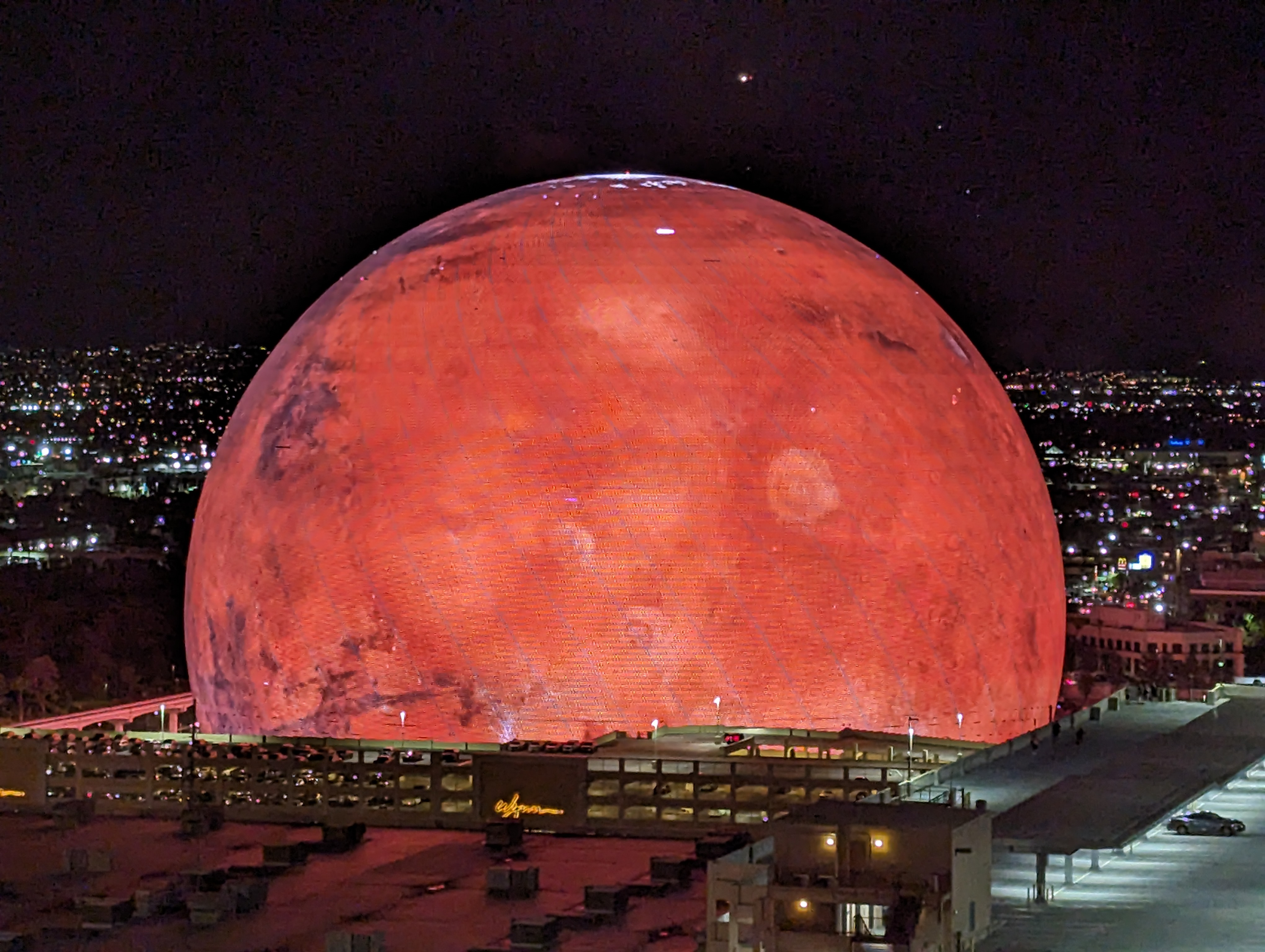
MSG Sphere, den Mars darstellend (2022)

Eine Medienfassade ist eine flächige, animierte Lichtinstallation, typischerweise an großstädtischen Geschäfts- und Kulturbauten, die Zwecken der Werbung, der Information oder der Kunst dient.
Medienfassaden sind alle Fassaden, die neben dem bauphysikalischen und gestalterischen Gebäudeabschluss einen Mehrwert durch medialen Austausch, Transport von Informationen oder optische Reize erzeugen.

## Geschichte
Mit der flächendeckenden Einführung der Elektrizität Anfang des 20. Jahrhunderts erlebte die Lichtwerbung eine Blütezeit.
Schon vor dem Ersten Weltkrieg wurden in Berlin Glühlampentableaus an Häuserfassaden und auf Dächern installiert. Bereits um 1910 kamen auch Neonröhren und Moore-Licht zur Anwendung.
Eine Häufung dieser Anlagen ergab sich an Stadtplätzen der Metropolen wie dem Potsdamer Platz, dem Piccadilly Circus oder dem Times Square, deren hohe Passantenfrequenz optimale Reichweite erwarten ließ.
In der Zwischenkriegszeit kamen an diesen Plätzen, wie auch an Pressehäusern und Bahnhöfen, Wanderschriftanlagen zum Einsatz, die neben der Werbung auf teils beträchtlichen Flächen tagesaktuelle Kurznachrichten präsentierten. Auch erzielte die Inszenierung von Architektur mit Installationen wie Berlin im Licht anlässlich der Berliner Festwochen 1928 öffentliche Aufmerksamkeit; es wurde der Begriff der Lichtarchitektur geprägt.
Architekten der Klassischen Moderne, namentlich Erich Mendelsohn und Wassili Luckhardt beschäftigten sich mit der Integration der Werbeträger und der Planung der nächtlichen Wirkung der Gebäudefassaden, deren wachsender Glasanteil die beabsichtigten Effekte begünstigte. Auch der größte Lichtturm Europas am Europahaus von Otto Firle und Lichtspielpaläste wie der Titania-Palast weisen in diese Richtung, die im Gebäude der Coöperatie De Volharding kulminierte, dessen Fassade nahezu vollständig in Glasbausteine, Fenster und hinterleuchtete Opalglasfelder aufgelöst war, auf denen Wechselbuchstaben montiert waren.
Eine Weiterentwicklung dieser vielversprechenden Ansätze wurde jedoch durch die Weltwirtschaftskrise, die nachfolgende Kriegswirtschaft und die Verdunkelung im Bombenkrieg vereitelt. 1936 entstand noch ein Entwurf von Oskar Nitschke für ein Maison de la Publicité, dessen Fassade bereits Bewegtbildprojektionen vorsah, aber leider nicht mehr umgesetzt wurde.
Auch die im gleichen Jahr von August Karolus auf der Funkausstellung vorgeführte 10-Zeilen-Zellenraster-Großbildtafel mit 10.000 Glühlampen auf etwa 4 m² zur Anzeige von Fernsehbildern kam, bedingt durch den Ausbruch des Zweiten Weltkriegs, nicht mehr zum Einsatz.
Die Rasterfassaden der Bürohäuser des Internationalen Stils der Nachkriegszeit eigneten sich besonders für Lichtwerbung unter Verwendung der regulären Beleuchtung: ein Beispiel hierfür ist das SKF-Hochhaus in Schweinfurt. Hier wurden bei Arbeitsende an bestimmten Fenstern blaue Rollos heruntergelassen, die von Leuchtstoffröhren an den Fensterstürzen angestrahlt wurden und so das Unternehmenslogo in einer Größe von 25 × 36 m abbildeten.
In anderen Gebäuden war es möglich, die Raumbeleuchtung der Büros zentral von der Nachtportiersloge zu schalten; so konnte ab etwa 1960 am Verwaltungsgebäude der Phoenix-Rheinrohr AG in Düsseldorf mit 138 blauen Leuchtstoffröhren in den Fensterleibungen von 13 Etagen ebenfalls das Firmenlogo dargestellt werden.
Ausgereizt wurde dieser Ansatz schließlich vom Projekt Blinkenlights am Haus des Lehrers, wo das Publikum eigene Animationssequenzen zur Aufführung bringen und – ungeachtet der relativ geringen Auflösung von nur 8 × 18 „Pixel“ – sogar das klassische Videospiel Pong spielen konnte.
1977 wurde durch die von George N. Stonbely gegründete Spectacolor Inc. die erste vollfarbtaugliche, durch Computer angesteuerte Großwerbefläche am Verlagsgebäude der New York Times, One Times Square installiert, was zu einem Paradigmenwechsel führte, insoweit dort nunmehr Sendezeit anstelle von Werbefläche vermarktet werden konnte. In der Folge wurden am Times Square und anderenorts mehr als 100 derartige Anlagen installiert, darunter das Eastman Kodak Kodarama Display; dies wurde als Rückkehr der Werbewirtschaft in die Innenstädte gewertet. In die laufenden Werbeanimationen des Spectacolor Light Board am Times Square wurden seit 1982 im Rahmen einer Medienkunstinitiative des Public Art Fund unter anderem die Truisms der Konzeptkünstlerin Jenny Holzer eingeschaltet.
In Berlin betrieb Gruner & Jahr um 1989 am Ku’damm-Eck mit ähnlicher Zielsetzung die kurzlebige Avnet Bildwand, deren Alleinstellungsmerkmal ihre eigenartige mechanische Anzeigetechnologie war, deren Ansteuerung aber bereits per Computer erfolgte. Auch die Irisblendenanlage am Institut du monde arabe und die Aegis Hyposurface fallen in diese Übergangsphase.
Seit der Jahrtausendwende ist in Europa – bedingt durch Fortschritte sowohl im Bereich der Lichttechnik (LED), als auch der Steuerung (KNX, Arduino) – ein Boom der Medienfassaden zu verzeichnen: das Spektrum erstreckt sich von medienkünstlerischen Projekten über solche mit dem Fokus auf Betonung der Architektur bis hin zu werbeorientierten Großbildvideodisplays. Seitens Corporate-Identity-Strategen und Stadtmarketing wird ihnen eine identitätsstiftende Wirkung beigemessen.
2008 wurden erstmals 19 Projekte auf dem Medienfassaden-Festival Berlin präsentiert; seither richtet das Media Architecture Institute eine Biennale zum Thema aus.

## Technologie
Zunächst beschränkte sich die Aktualisierung der dargestellten Inhalte auf manuellen Austausch von Wechselbuchstaben. Entsprechende gebäudeintegrierte Rasterpaneelen kamen insbesondere bei der Kinowerbung zum Einsatz. Auch Transparentfolien mit Motortransport eigneten sich in dieser Situation.
Bei den Wanderschriftanlagen wurden Endlosbänder mit Prägebuchstaben an Federkontakten vorbeigezogen, die den Stromkreis der korrespondierenden Lampe durch Eintauchen in ein Quecksilberbad schlossen, sobald sie durch die Kontur eines Buchstabens angehoben wurden; später wurden auch gestanzte Lochstreifen verwendet.
Die dynamische Ansteuerung der Anlagen erfolgte bis in die 1970er Jahre über Schrittschaltwerke oder der Vermittlungstechnik entlehnte Relaisgruppen.
Seitdem werden diese durch Computer mit Benutzerinterfaces zunehmenden Komforts abgelöst.
Beginnend mit dem Sony Jumbotron wurden seit den frühen 1980er Jahren Großbildvideoanzeigen entwickelt, die in Ermangelung blauleuchtender LED zunächst aus Modulen spezieller Kathodenstrahlröhren, deren jede 2 bis 16 Pixel darstellen konnte, bestanden. Diese Displays hatten Diagonalen von 9 bis höchstens 35 Meter bei einer Auflösung ab 240×192 Pixel. Aufgrund der hohen Kosten fanden sie bevorzugt in Stadien Aufstellung, so etwa im SkyDome Toronto. Seit der Einführung preiswerter LED- und neuerdings OLED-Leuchtmittel von hoher Lichtstärke lassen solche Anlagen mittlerweile ebenfalls Anwendungen an Fassaden zu.
In neuester Zeit gibt es auch Drahtgewebe mit eingeflochtenen LED.

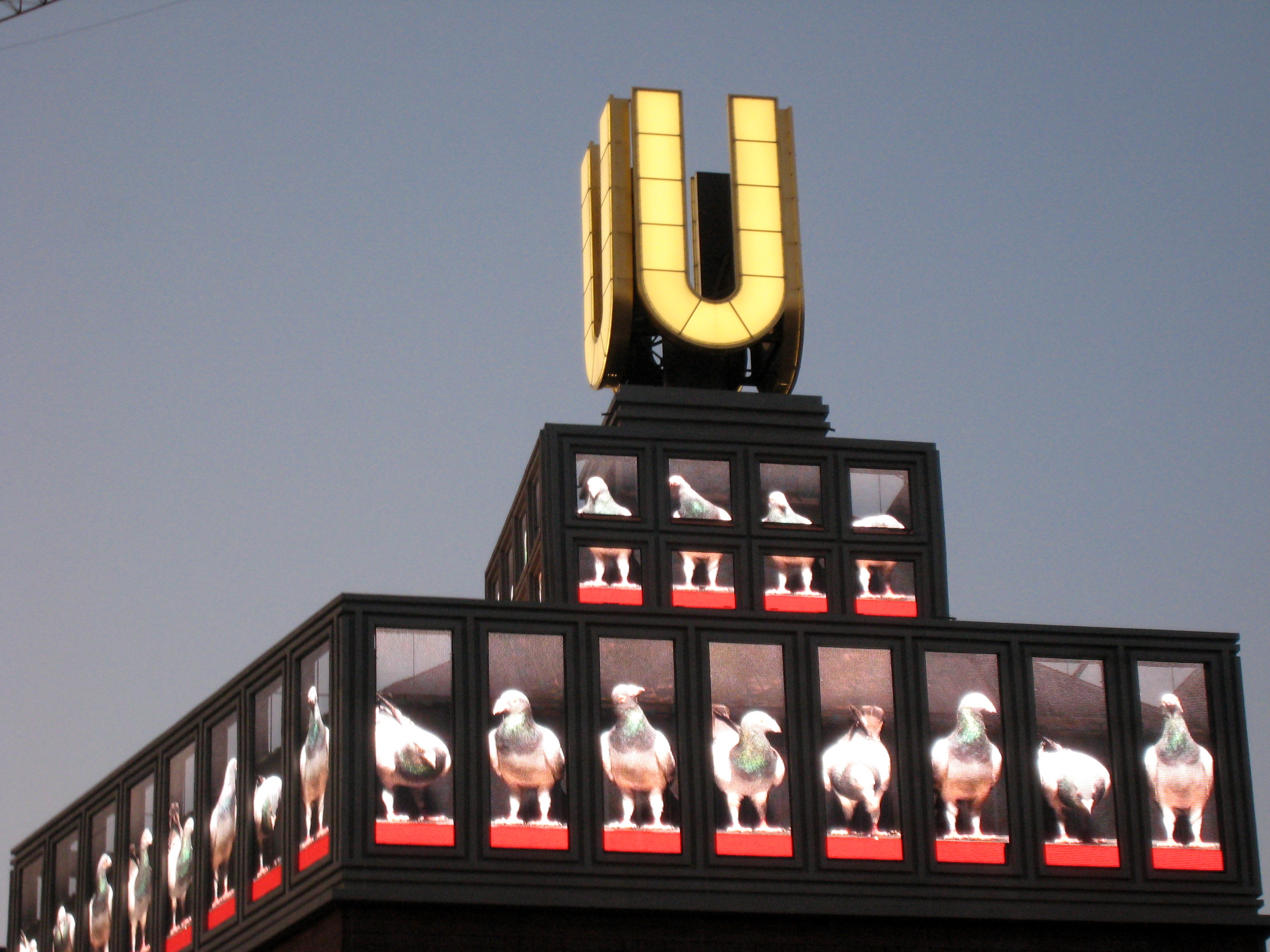
Dortmunder U (2010)

## Tendenzen
- wachsende bespielte Fläche
- steigende Bildwechselfrequenz
- fallender Energieverbrauch
- Interaktive Anwendungen
- Standardisierung von Protokollen zur Gebäudeautomation
- Preisgünstige Verfügbarkeit energieeffizienter Leuchtmittel
- Open-Source-Software/Hardware für die Steuerung
- fallender Aufwand für die Erstellung der Inhalte

## Inhalte
Je nach Anlagenkonzeption und verwendeter Technologie eignen sich Medienfassaden für
- abstrakte Licht- und Farbeffekte
- Laufschrift
- Pixelbilder
- Video
- Interaktivität

Die technisch bedingten Einschränkungen hinsichtlich Farbigkeit, Auflösung und Bildwechselfrequenz werden auch als eigene stilistische Qualität wahrgenommen, insbesondere wenn die Zielsetzung der Anlage eher auf Lichtkunst denn auf Werbung ausgerichtet ist.

## Kritik
Je nach Ort und Ausführung können Medienfassaden als störend empfunden werden. Wenn umliegende Privaträume angestrahlt werden, wird das von Anwohnern teils als störend empfunden. Die entstehende Lichtverschmutzung kann negative Auswirkungen auf das Wohlbefinden der Menschen und auf die Umwelt entwickeln. Angepasste Wahl von Lichtfarben, Intensität und Bewegungsmustern können solche Probleme mindern.

## Ausgeführte Projekte
- 1928: Coöperatie De Volharding in Den Haag, Grote Markt 22 (Architekt Jan Buijs) ⊙
- 1962: Logo der Phoenix-Rheinrohr AG am Dreischeibenhaus ⊙
- 1963: Hochhaus der deutschen Hauptverwaltung der SKF in Schweinfurt ⊙
- 1969–1973: landesweit erste elektronische Bildwand am Berolinahaus am Alexanderplatz, Berlin. Format: 10 m × 10 m. 176 farbfähige Rasterbausteine von je 10 cm × 10 cm. Zum 20-jährigen Jubiläum der Staatsgründung am 7. Oktober 1969 wurde eine Behelfslösung mit programmierten Leiterkarten erarbeitet, die per Hand geschaltet wurde. Da die elektronische Ansteuerung nicht die vorgesehene Leistung brachte, wurde die Anlage 1973 wieder demontiert. (Ausführung: PGH Neontechnik Leipzig, VEB Neontechnik Halle)[11] ⊙
- 1977–1990: Spectacolor Light Board an der Nordfassade von One Times Square, New York City (8.000 rote, weiße, blaue und grüne 60-Watt Glühlampen auf 75 m², 1990 ersetzt durch Sony Jumbotron[12]) ⊙
- 1987: Institut du Monde Arabe, Paris. Fenstergitter aus einer Anordnung von Irisblenden, die den Lichteinfall ins Gebäudeinnere steuern und dabei an der Fassade eine veränderliche Ornamentik bilden. (Arch. Jean Nouvel) ⊙
- 1988–1990: Avnet Bildwand am alten Berliner Ku’damm-Eck (300 m², Anzeige mittels mehr als 100.000 drehbar gelagerter Kunststoffwürfel, 1990 durch Brand zerstört[13][14]) ⊙
- 1997: Lichtinstallation an der Fassade der Erweiterung des Café Kröpcke anlässlich der Expo 2000 (Georg Hobelsberger) Heute enercity-Beratungszentrum ⊙
- 1999: Marnix Monumental Interactive Matrix in Brüssel (768 RGBW Power Strips auf 2000 m², Auftraggeber: ING Groep, Architekt: Gordon Bunshaft, Konzeption: Magic Monkey[15]) ⊙
- 2001–2005: Projekt Blinkenlights am Haus des Lehrers in Berlin, Alexanderplatz ⊙
- 2002: Post Tower in Bonn (1.925 Leuchten mit jeweils drei Hochspannungsleuchtstoffröhren in den Farben Rot, Gelb und Blau, Ausführung: LTW Lichttechnisches Werk) ⊙
- 2002: Internet Kunstfassade am Haus der Kommunikation in München, Brienner Straße (76 Panels von 74 × 92 cm mit RGB HV-Neonröhren, Auftraggeber: Serviceplan Gruppe für innovative Kommunikation[16], Architekt: Otto Hartmann, Ausführung: Neon Härter, Fischer Licht&Metall[17]) ⊙
- 2002: Aegis Hyposurface am Birmingham Hippodrome Theatre (Mark Goulthorpe / dECOi Architects)[18] ⊙
- 2002: Pixelwand Pacific Rim Around & Sideways Up von Angela Bulloch am Verwaltungsgebäude der Nord/LB (Hannover) (Behnisch Architekten, 5 × 25 quadratische Monitore) ⊙
- 2003: BIX Medienfassade am Kunsthaus Graz (aus 930 handelsüblichen ringförmigen 40-Watt-Leuchtstoffröhren verteilt auf 900 m² Fläche, Architekt: Peter Cook, Ausführung: realities:united) ⊙
- 2003–2004: Galleria Fashion Store in Seoul (ca. 4.300 sandgestrahlte Glaslaminatscheiben mit eingebetteten LED auf 900 m² Fläche, Architekt: UNStudio, Ausführung: Arup Ass.[19]) ⊙
- 2004: Chanel Ginza Building in Tokio (Verbundglasfassade mit eingebetteten Flüssigkristallen[20], Architekt Peter Marino) ⊙
- 2005: UNIQA Tower in Wien (ca. 160.000 LED auf ca. 7.000 m², das System arbeitet auf Videokomponentenbasis mit 25 fps. Konzept von Licht Kunst Licht) ⊙
- 2005–2007: SPOTS am Eingangsbau der Park Kolonnaden am Potsdamer Platz als Projekt der 10. Architektur-Biennale (1.800 in einer Matrix auf 1.350 m² angeordnete ringförmige Leuchtstoffröhren, individuell steuerbar, Ausführung: realities:united[8]) ⊙
- 2006: Tour Rogier in Brüssel, vormals Dexia Tower (4200 Fenster mit jeweils 12 LED-Lampen ausgestattet) ⊙
- 2008: Museion in Bozen (Architekten: KSV Krüger Schuberth Vandreike, Ausführung: Lichtvision Design) ⊙
- 2008: GreenPix Zero Energy Media Wall am Xicui Entertainment Complex in Peking (2292 RGB-LED auf 2.200 m², Architekt: Simone Giostra, Ausführung: Arup[21]) ⊙
- 2008: Verwaltungsgebäude der PSD Bank Westfalen-Lippe in Münster (Großbildleinwand mit 220.000 LED[22]) ⊙
- 2008–2010: Bilderuhr auf der Dachkrone des Dortmunder U (6.000 LED-Lamellen mit je ca. 200 LED, Gerber Architekten, u. a. Animation „Fliegende Bilder“ von Adolf Winkelmann) ⊙
- 2009: Bayer Medienskulptur am Bayer-Hochhaus (5.632.905 LED auf 18.000 m², Ausführung: ag 4 mediafacade, aufgrund Instabilität der LED 2012 abgerissen[23]) ⊙
- 2009: Iluma Building, Singapur. Mosaikartig angeordnete kristallin geformte Kunststoffelemente vor LED Netz (Arch.: WOHA, Umsetzung: realities united) ⊙
- 2009: A.AMP Building, Singapur. Gebogener LED screen und Rückprojektionen auf den Jalousien der Bürofenster (realities united)[24]
- 2010: Zeilgalerie in Frankfurt am Main (Videowand von 260 m² mit rund 14.000 LED, Ausführung: 3deluxe, 2016 abgerissen) ⊙
- 2010–2012: Hypercube im Innovationszentrum Skolkowo in Moskau, (Architekt Boris Bernaskoni, Ausführung: Haver&Boecker[25]) ⊙
- 2012: Interaktive Installation zur Einführung der Fernsehserie Perception am Herald Square, Manhattan, NY (3,6 × 7 m, 44.000 elektromagnetische Anzeigeelemente, Realisierung: Breakfast)[26][27] ⊙
- 2013: Centro de Creación Contemporánea de Andalucía (C3A) in Córdoba (Architekten Nieto Sobejano Arquitectos, Ausführung: realities:united[28]) ⊙
- vor 2014: Medienfassade der Hochschule der Bildenden Künste Saar (fünf beliebig kombinierbare computergesteuerte Videoprojektoren)[29] ⊙
- 2015: Klubhaus St. Pauli in Hamburg, Spielbudenplatz (ca. 700 m², Ausführung: Onlyglass, Urbanscreen[30]) ⊙
- 2015: Shanghai Tower. Über 22.000 LED Sätze, Steuerung via e:cue lighting control (Arch.: Gensler, Umsetzung: Digital Traxon Technologies)[31] ⊙
- 2016: Neuinszenierung der Zentrale der Hongkong and Shanghai Bank. (Arch.: Norman Foster, Lighting: Simon McCartney, Peter Kemp / Illumination Physics)[32] ⊙
- 2016: Lichtfries am Kunstmuseum Basel. In den Stein integriertes LED-Band als Fries, umlaufend um das Gebäude  (Architektur: Christ & Gantenbein, Konzeption: iart Studio für mediale Architekturen)[33] ⊙
- 2016: Bahnsteighalle des Chemnitzer Hauptbahnhofs mit Tableau aus LED. (Arch.: Grüntuch Ernst Architekten, Medienfassade: Lichtvision Design, interaktive Installation Swarm Studyvon Hannes Koch/random international[34], 2018: Installation 13 Millionen Zustände von Simon Hillme/adhoc) ⊙
- 2017: Caohejing OnCube Bürokomplex in Shanghai, China (800 Effektleuchten auf 420 m², Architekt: Gerkan, Marg und Partner, Ausführung: iGuzzini illuminazione S.p.A.)
- 2017: Ohla Eixample Hotel in Barcelona (Architekt: Daniel Isern, Konzeption: Maurici Gines, Artec3, Ausführung: iGuzzini illuminazione S.p.A.) ⊙
- 2017: Kipnes Lantern am National Arts Centre in Ottawa, Kanada. Zu 80 % transparente LED Medienfassade von 15 m Höhe aus mehr als 400 Nichia-LED Panels (Ausführung: ClearLED, Visueller Content: Moment Factory)[35]⊙
- 2018: Burj Khalifa Ostfassade, weltgrößte LED-Installation, V-Sticks mit 1.139.144 RGB Pixel auf 700 m (SACO Technologies)[36]⊙
- 2019: Am T-Center in Wien wurde vom Inhaber Magenta Telekom mit einer Fläche von 16.000 m² und 34.000 LED die drittgrößte LED-Fassade der Welt eingeweiht. (technische und kreative Umsetzung: Stefan Kainbacher/Neon Golden)[37]⊙
- 2019: The Infinity Wall im Forschungszentrum von Nexen Tire in Seoul, 30 × 7 m LED-Display (Content: d'strict, Signage: Samsung)
- 2020: The Wave am COEX artium in Gangnam-gu, Seoul, Anamorphotische Projektion auf 80 × 23 m LED-Display (Content: d'strict, Signage: Samsung)[38][39]⊙
- 2020: 3D Wall in Chengdu, China. Gerundete LED-Videowand von 913 m² im Format 63,68 m × 14,34 m (Shenzhen LianTronics)[40] ⊙
- 2021: Medienzentrum Outernet London. LED-Installation von 2000 m², 3 × 64K Controller (Hardware: Shenzhen AOTO Electronics, Content: Realife Tech)[41] ⊙
- 2021: Weltgrößte LED-Installation von 7200 m² im Format 110 m × 65,8 m am Museum M+ in West Kowloon, Hongkong (Architekten: Herzog & de Meuron, Ausführung: iart - Studio für mediale Architekturen)[42] ⊙
- 2022: Exosphäre der Veranstaltungshalle MSG Sphere am Venetian Resort Hotel in Las Vegas (55700 m²)[43] ⊙
- 2022: Novartis-Pavillon, Basel. Erste Zero-Energy Medienfassade (Architektur: AMDL CIRCLE, Konzeption und Ausführung: iart Studio für mediale Architekturen)[44] ⊙
- 2025: Mega-Screen im Center am Potsdamer Platz. Größter 3D-DooH-Screen Deutschlands mit 243 m² (LED-Technik: Tennagels, medientechnische Planung: Macom)[45] ⊙

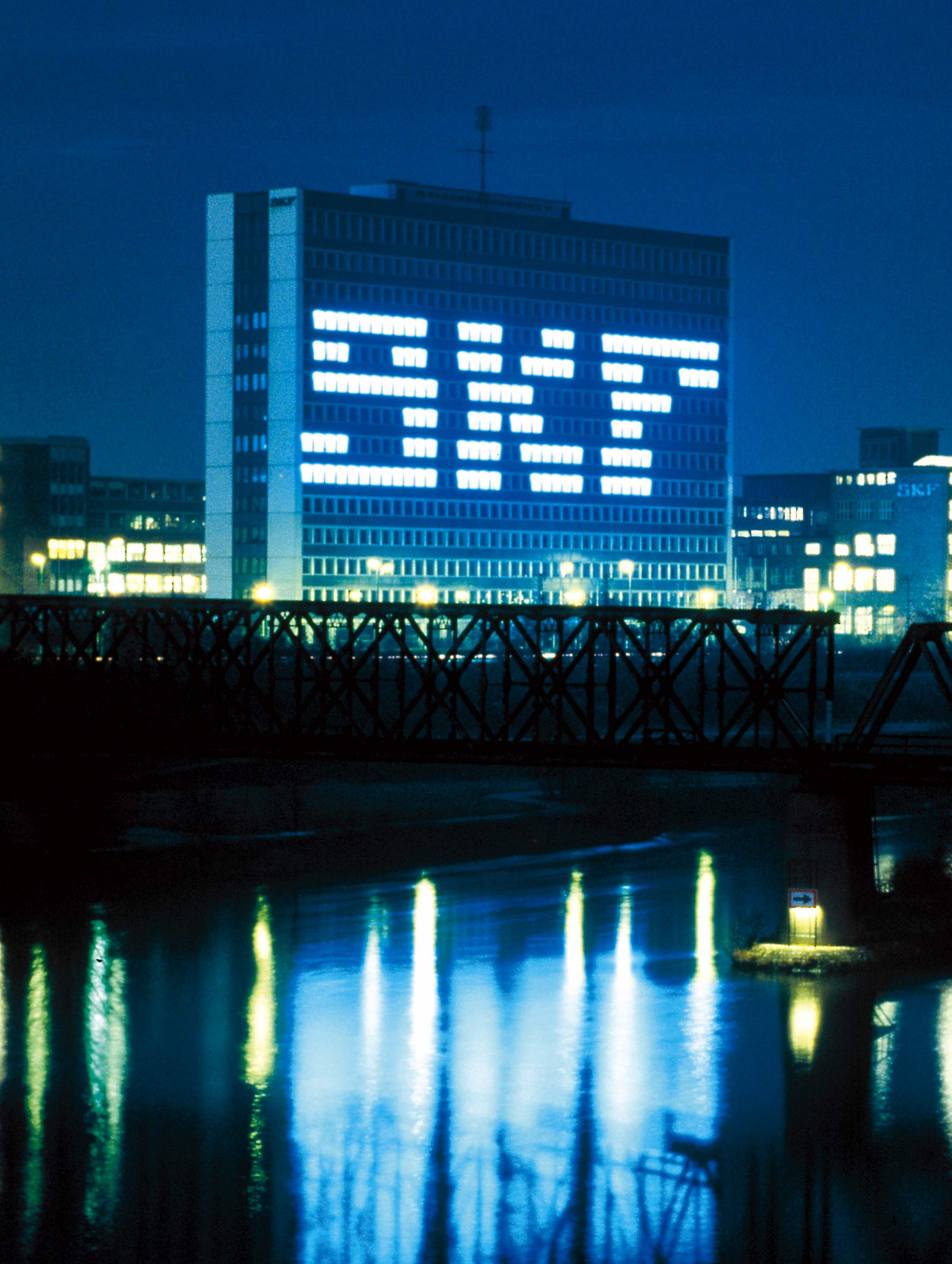
SKF Hauptverwaltung, Schweinfurt (1970)
Post Tower Bonn (2002)
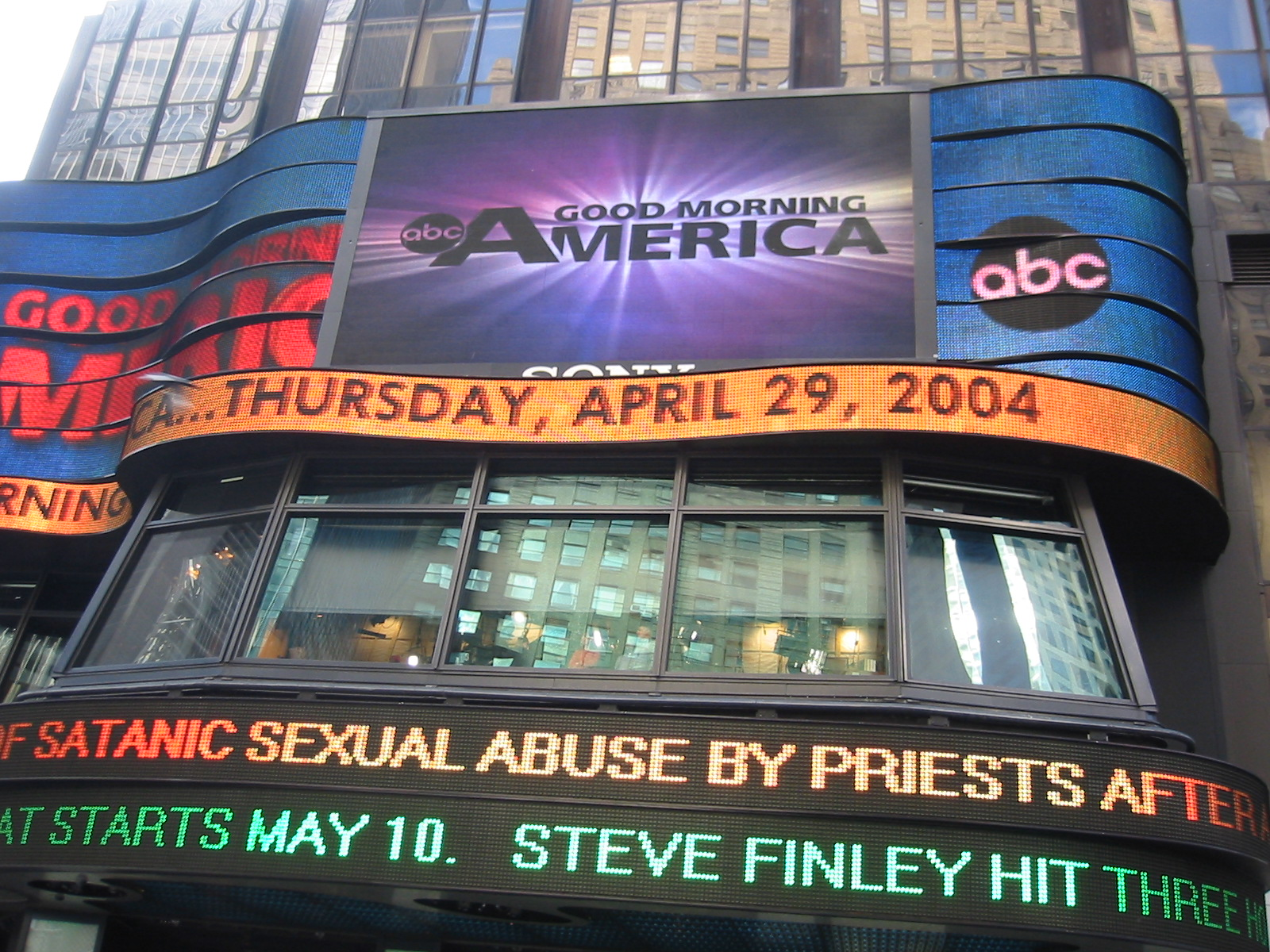
ABC Supersign (2004)
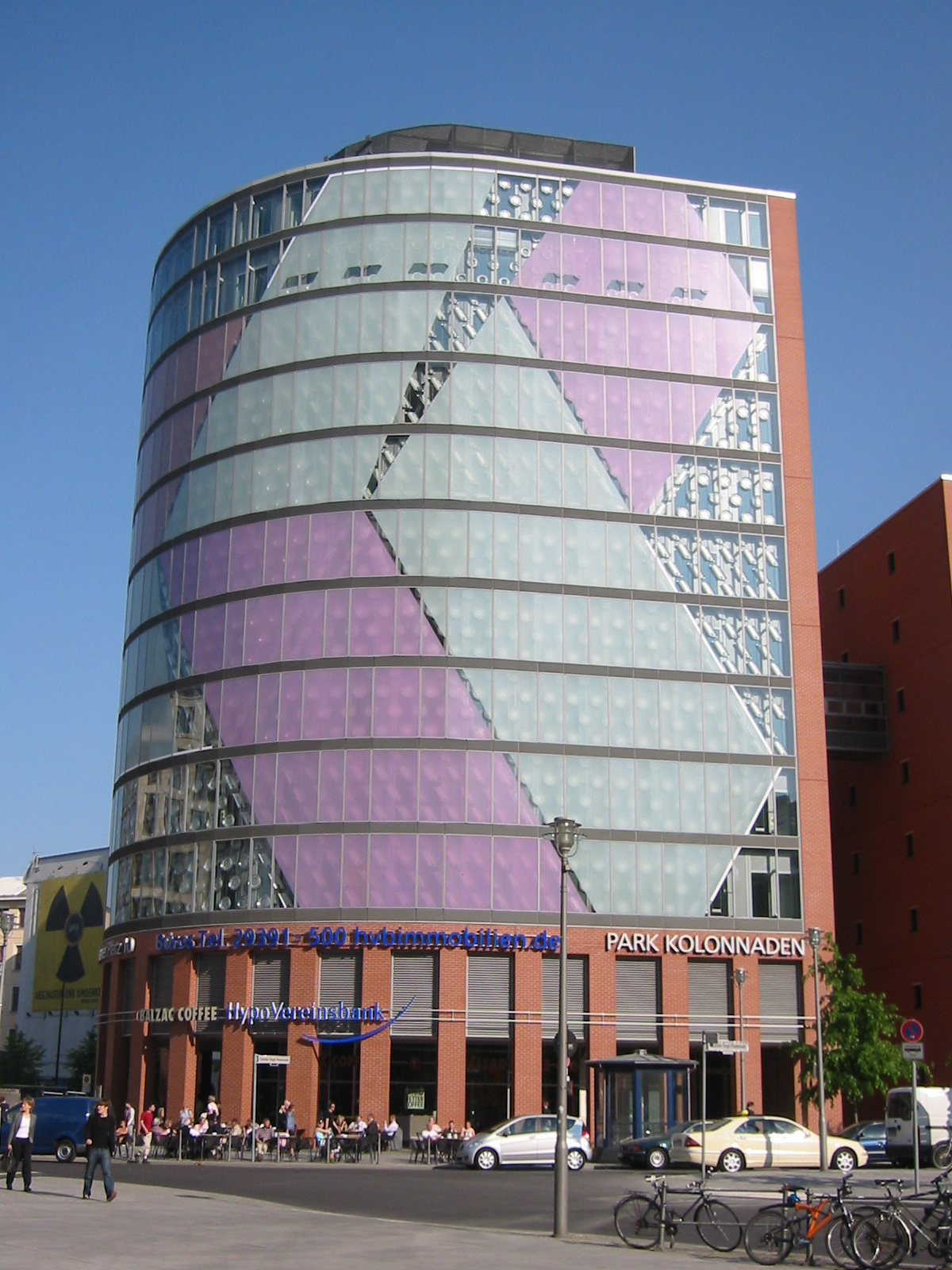
Park Kolonnaden (2005)
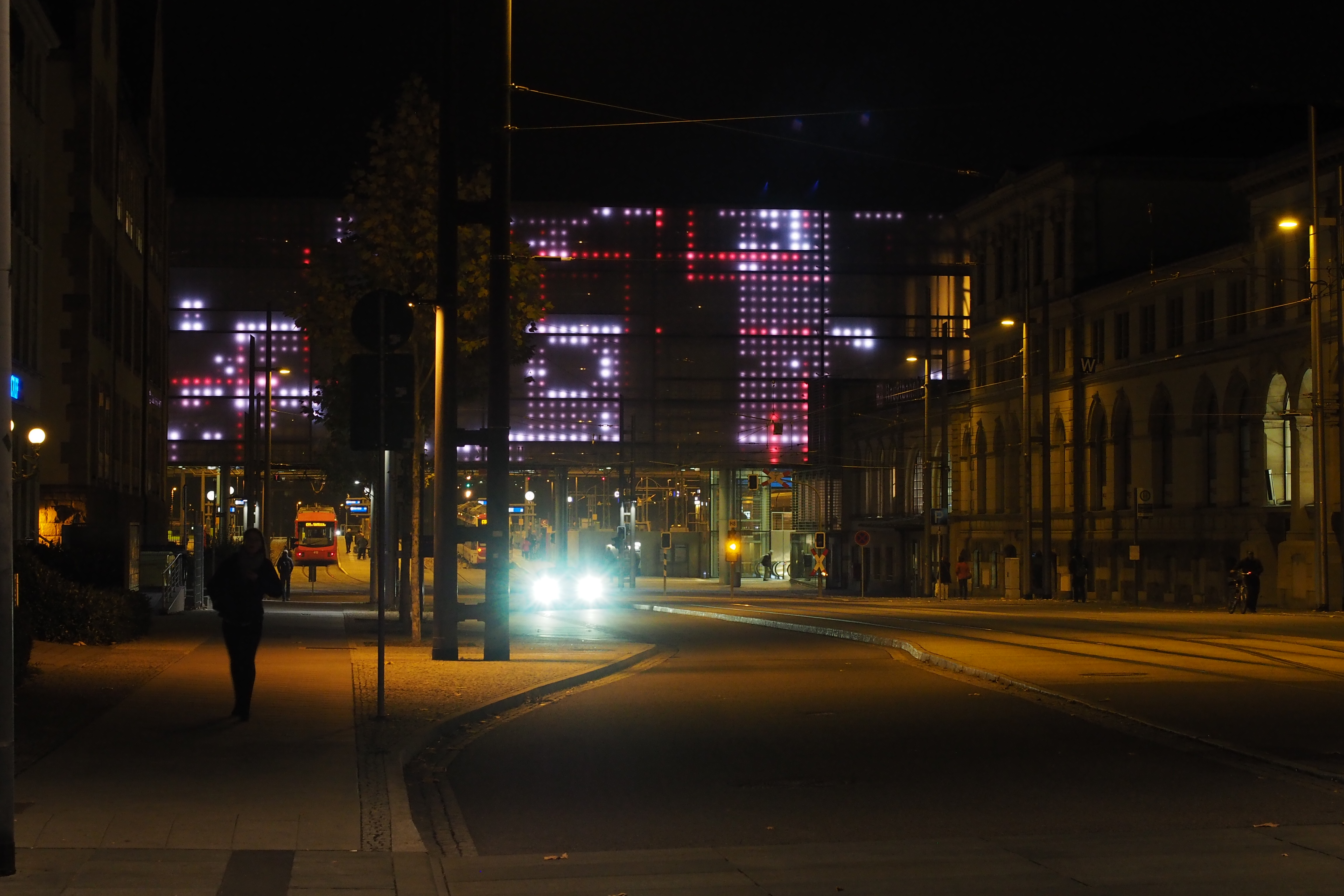
Bahnsteighalle des Chemnitzer Bahnhofs mit Installation an der Medienfassade (2018)
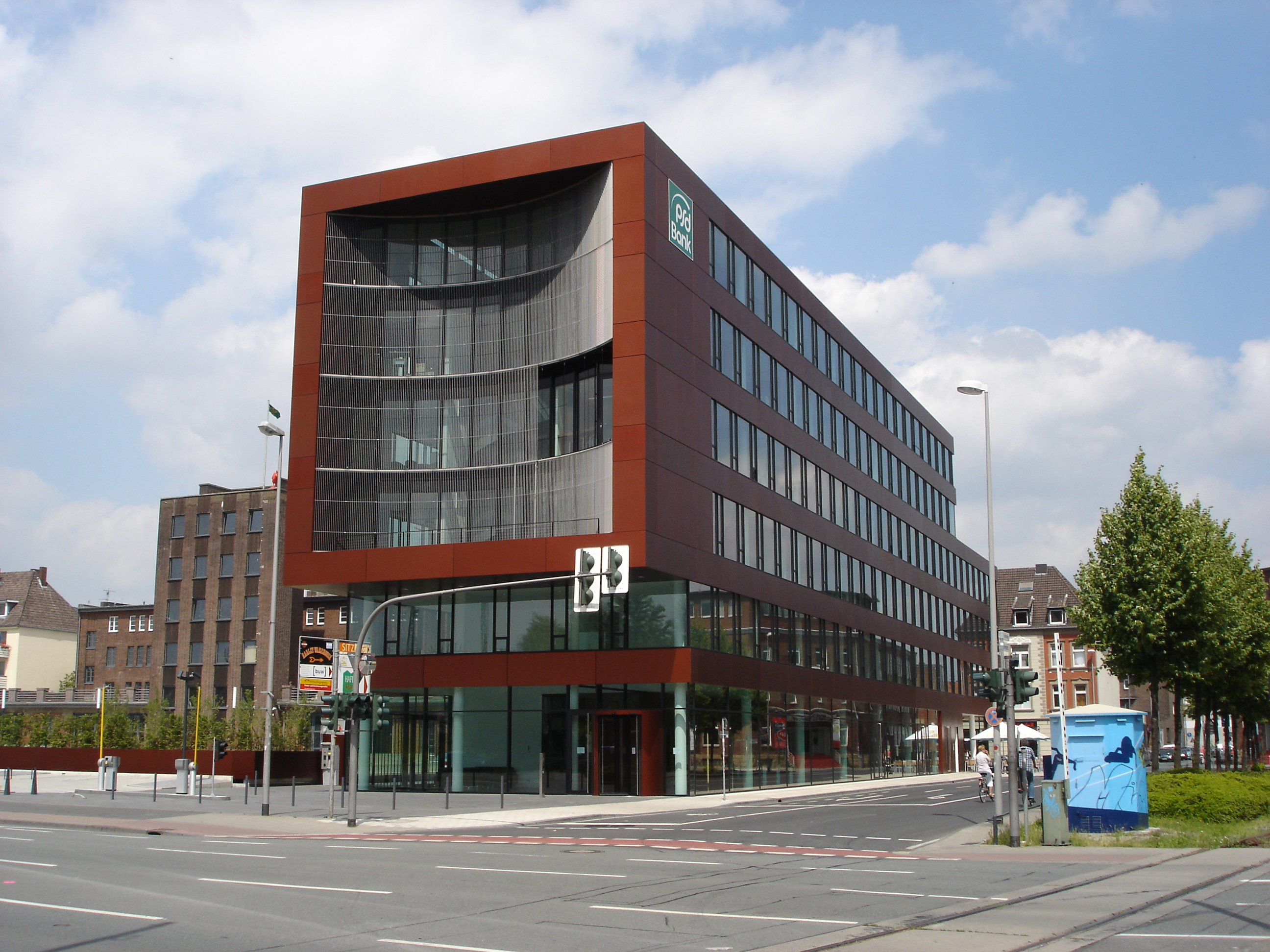
PSD-Bank Westfalen-Lippe (2008)
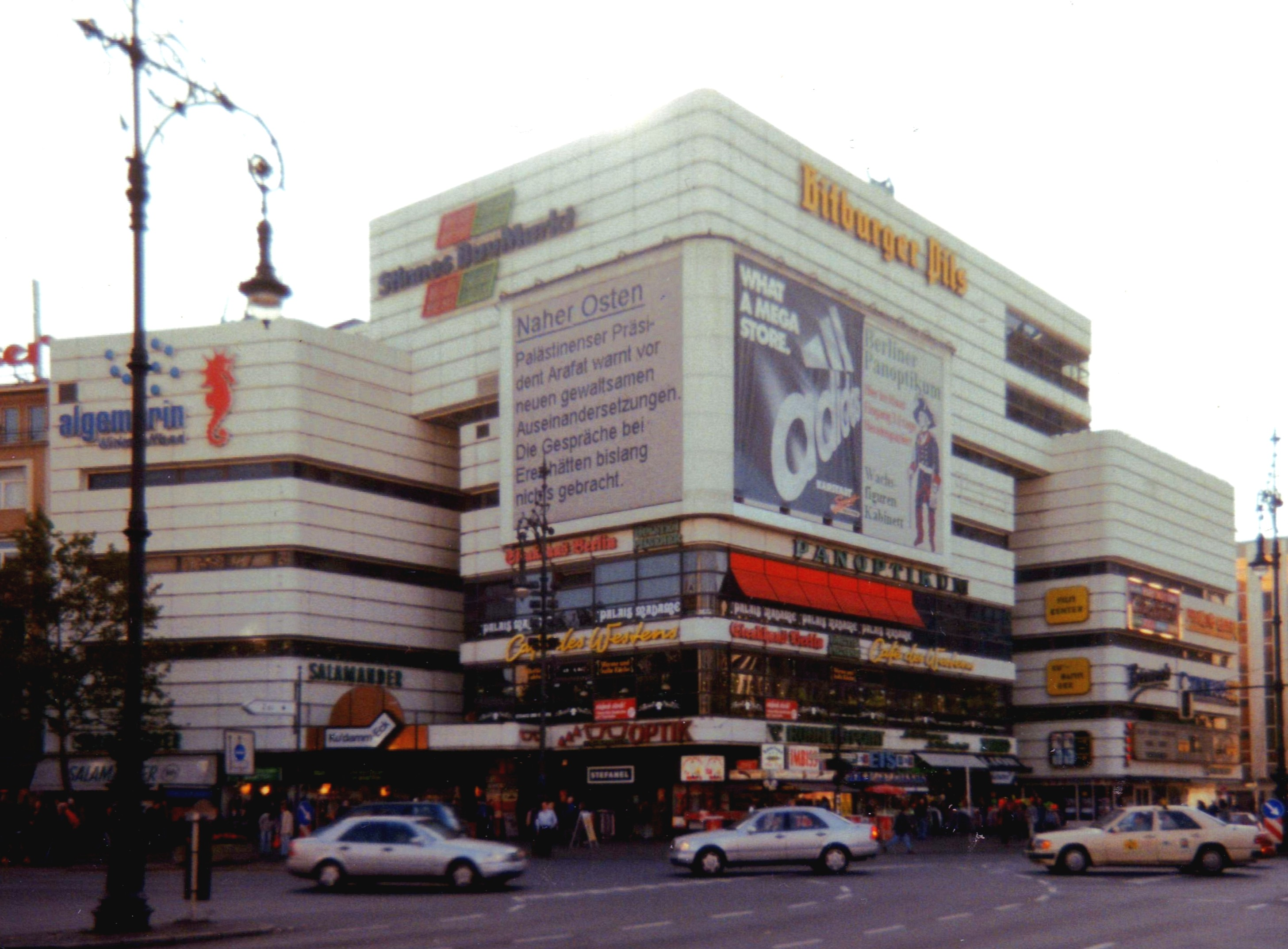
Altes Ku’damm-Eck mit Avnet Bildwand (1990)